# Supergirl (filme de 2026)
Supergirl é um futuro filme de super-herói sobre a personagem Supergirl da DC Comics, com lançamento previsto para 26 de junho de 2026. Com roteiro de Ana Nogueira, direção de Craig Gillespie e produzido por James Gunn e Peter Safran, o filme será estrelado por Milly Alcock, produzido pela DC Studios e distribuído pela Warner Bros. O filme será o segundo do Universo DC (DCU).

Um filme da Supergirl entrou em desenvolvimento como parte do universo cinematográfico DC Extended Universe (DCEU) em agosto de 2018, e a personagem foi introduzida no filme The Flash (2023), interpretada por Sasha Calle. Os planos para o projeto solo foram alterados quando James Gunn e Peter Safran se tornaram co-CEOs da DC Studios em outubro de 2022. Um novo filme da Supergirl foi anunciado como Supergirl: Woman of Tomorrow em janeiro de 2023, baseado na minissérie de quadrinhos de 2021-22 de mesmo nome, de Tom King e Bilquis Evely. Nogueira foi contratado em novembro de 2023, Alcock foi escalada em janeiro de 2024, e Gillespie se juntou em maio. As filmagens ocorreram de janeiro a maio de 2025 nos estúdios Warner Bros. Leavesden e Londres, na Inglaterra, e na Escócia. O subtítulo foi removido em junho de 2025.

## Elenco
- Milly Alcock como Kara Zor-El / Supergirl:
A prima de  Kal-El / Superman que foi criada em um pedaço do planeta destruído Krypton e viu todos ao seu redor morrerem, tornando-a uma pessoa mais cansada do que seu primo que foi criado na Terra por pais amorosos.[4][5][6]
- Matthias Schoenaerts como Krem das Colinas Amarelas[7][8]
- Eve Ridley como Ruthye Marye Knoll: Uma jovem que a Supergirl conhece em sua jornada[7][9]
- David Krumholtz como Zor-El: Pai da Supergirl[10][11]
- Emily Beecham como Mãe da Supergirl[10]

Além disso, Jason Momoa fará uma aparição especial como Lobo, um mercenário alienígena e caçador de recompensas do planeta utópico Czarnia. O cão superpoderoso Krypto também aparecerá no filme.